# Hong Su-jong
Hong Su-Jong (Hamgyong Norte, 9 de março de 1986) é uma atleta da ginástica artística norte-coreana. 
A ginasta competiu nas Olimpíadas de Atenas em 2004, mas não obteve medalhas. Porém, Hong é a medalhista de prata no salto, no Campeonato Mundial de Ginástica Artística realizado em Stuttgart, Alemanha - 2007. Um ano antes, em 2006, nos Jogos Asiáticos, realizados em Doha, a ginasta conquistou quatro medalhas em seis eventos - Foi ouro nas barras assimétricas, prata por equipes e no salto e bronze no concurso geral. Mais tarde, a norte-coreana ainda disputou o Campeonato Mundial, em Aarhus, onde encerrou sua participação na sétima colocação no salto e na 23º no concurso geral.
Sua irmã, Hong Un-Jong, nos Jogos Olímpicos de Pequim, encerrou sua participação como a campeã do salto, superando favoritas como Cheng Fei, Oksana Chusovitina e Alicia Sacramone.